# Władysław Krogulski (1843–1934)

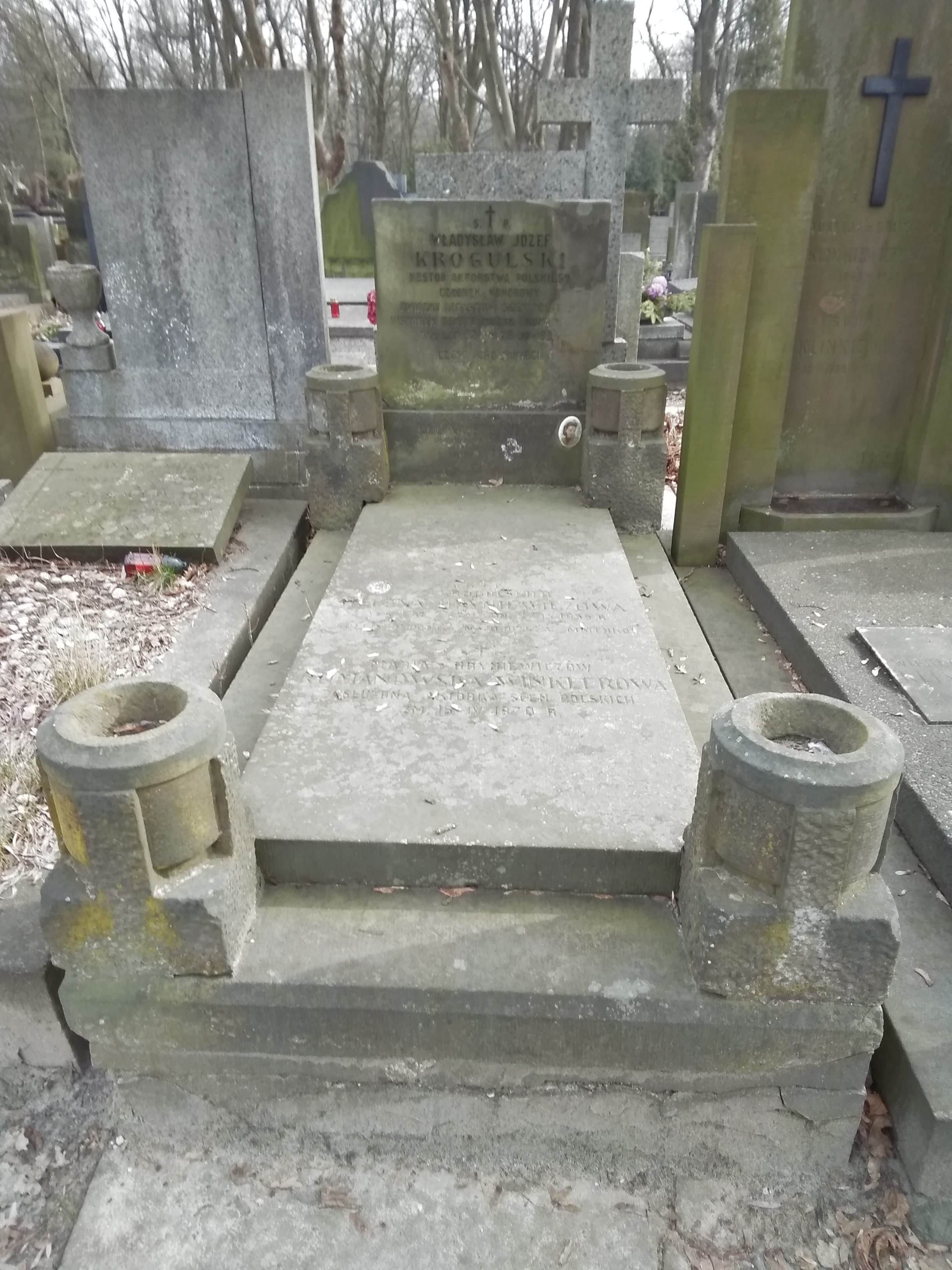
Grób Władysława Józefa Krogulskiego

Władysław Józef Krogulski (ur. 10 sierpnia 1843 w Warszawie, zm. 26 grudnia 1934 tamże) – polski aktor, dyrygent, perkusista, kompozytor, kronikarz teatrów warszawskich, związany z Teatrem Rozmaitości w Warszawie.

## Życiorys
Syn Michała (1789–1859), polskiego kompozytora, i Tekli z Węglewskich, brat przyrodni Józefa Władysława (1815–1842), polskiego kompozytora i pianisty. 
Początkowe nauki w zakresie gry na fortepianie i teorii muzyki pobierał od ojca. W 1859 zatrudniony został jako tołombasista w orkiestrze Teatru Wielkiego. Od 1860 uczęszczał do Szkoły Dramatycznej, gdzie jego profesorami i nauczycielami byli: Jan Tomasz Seweryn Jasiński (1806–1879), Jan Chęciński (1826–1874), Józef Rychter i Jan Walery Królikowski. W latach 1862–1868 kształcił się również w Instytucie Muzycznym Warszawskim pod kierunkiem Stanisława Moniuszki i Karola Augusta Freyera. 
Jako aktor zadebiutował w 1863. Przez pewien czas grywał w teatrach prowincjonalnych, w latach 1873–1874 dyrygował chórem w kościele św. Józefa Oblubieńca w Warszawie, a następnie, po krótkim pobycie za granicą od 1876 związany był na stałe z Warszawskimi Teatrami Rządowymi. Grywał zwykle role epizodyczne, a dodatkowo od połowy lat 90. XIX wieku był kierownikiem muzyki zakulisowej. W 1911 przeszedł na emeryturę, jednak nadal, choć już sporadycznie, występował na scenie warszawskiej, aż do roku 1930. Zagrał w sumie około 700 ról występując przed publicznością 9500 razy. W swoim dorobku kompozytorskim pozostawił przeszło 30 utworów o tematyce religijnej oraz około 300 utworów salonowych. Znany był również jako kronikarz teatrów warszawskich. Jego wspomnienia, zatytułowane Notatki starego aktora, publikowane były we fragmentach za życia autora, a w pełniejszym opracowaniu ukazały się w roku 2015. 
Władysław Józef Krogulski ożenił się 14 czerwca 1876 w Warszawie z Wilhelminą Teklą Lewicką (1856–1933), śpiewaczką operową, a później nauczycielką śpiewu, a ze związku tego miał córkę Helenę Julię (1878–1955), żonę aktora Piotra Pawła Hryniewicza (1874–1932), a także syna Roberta Ludwika (1887–1949).  
Pochowany został na cmentarzu Powązkowskim w Warszawie (kwatera 284a-6-18).

## Ordery i odznaczenia
- Srebrny Krzyż Zasługi (10 grudnia 1925)[2]